# Chthonius ventalloi ventalloi
Chthonius ventalloi ventalloi es una subespecie de arácnido  del orden Pseudoscorpionida de la familia Chthoniidae.

## Distribución geográfica
Se encuentra en España.